# المگیجار
المگیجار (به اسپانیایی: Almegíjar) یک شهرستان در اسپانیا است که در استان گرانادا واقع شده‌است.

## خصوصیات
المگیجار ۳۰ کیلومترمربع مساحت و ۴۳۵ نفر جمعیت دارد و ۸۱۲ متر بالاتر از سطح دریا واقع شده‌است.